# Place d'Armes (Fontainebleau)
Pour les articles homonymes, voir Place d'Armes et Place François-Ier.
La place d'Armes, un temps place François-Ier, est une voie située à Fontainebleau, en France.

## Situation et accès
La place est située au sud du centre-ville de Fontainebleau et est adjacente au château. Elle se connencte à la rue de la Chancellerie (à l'ouest), aux rue Montebello et du Château (au nord), à la rue d'Avon (à l'est) et aux jardins du château (au sud-est). Plus largement, elle se trouve dans le département de Seine-et-Marne, en région Île-de-France.

## Odonymie
La dénomination place François-Ier fait l'objet d'une note d'Eugène Plouchart lors de la réunion du bureau du syndicat d'initiative du 13 août 1926. Ainsi est en est rédigé le compte-rendu :

« Après avoir rappelé que Fontainebleau n'existe pour le géographe qu'à partir de 1528, date de la construction du château actuel par François Ier, M. Plouchart s'étonne qu'aucune voie de Fontainebleau ne perpétue le nom du prince auquel elle doit tout, observe que Le Havre a son boulevard François-Ier et demande que ce nom soit donné à la place Solférino [actuellement du Général-de-Gaulle]. [...] Le Président se rallie à la thèse de M. Plouchart, mais M. Gandillon fait observer tous les inconvénients à résulter de toute dénomination nouvelle de place ou de rue. Toutefois, après discussion, le bureau se met d'accord pour proposer au conseil municipal, que la place Denecourt [actuellement Napoléon-Bonaparte] prenne le nom de François Ier (la mémoire du grand sylvain restant gardée par la rue Denecourt). Cette proposition est adoptée à l'unanimité. »

Cette proposition soumise au conseil municipal, ce dernier la renvoie, lors de sa séance du 3 septembre, à la commission de la Voirie,. Il est finalement présenté le projet, lors de la séance du 26 février 1927, de renommer la place d'Armes par place François-Ier.

## Histoire

### Aménagements
À la fin du XIXe siècle, figurent quatre sphinx qui ont été, selon les gravures d'époque, autrefois installés vers l'avenue des Cascades.
La fontaine sur cette place est alimentée par le Château d'eau avec une consommation mesurée pour ses deux jets à 2 pouces fontainiers. Appelée populairement les Pisseux, elle sert pour les habitants du quartier à vider leurs seaux de toilette. Pourtant, l'hebdomadaire local L'Abeille de Fontainebleau décrit son eau comme « la meilleure de Fontainebleau », précisant que de nombreuses personnes viennent s'y approvisionner.
En 1911, la Ville organise l'aménagement de la place. Les pavés sont en effet devenus obsolètes, parsemés de fondrières. La question de l'aménagement est longtemps restée en suspens, le terrain appartenant à la fois à la Ville, au ministère de la Guerre et au ministère des Beaux-Arts. Le conseil municipal modifie quelque peu le plan initial en mai : on prévoit des angles de trottoirs arrondis et un élargissement léger de la chaussée en face du jardin de Diane. L'adjudication au rabais, sur soumissions cachetées, des travaux a lieu le 31 juillet à l'hôtel de ville et s'élèvent à 35 633 francs. C'est un dénommé Chauvin, entrepreneur de pavage, qui l'emporte. Comme l'explique la presse locale, « un terre-plein en forme de chapeau de gendarme, ayant sa base du côté du portail Henri IV, sera créé au centre, un peu surélevé, sablé et garanti par une petite bordure, permettant en son milieu le passage aux seuls piétons. Tout autour règnera une large voie circulaire permettant aux voitures d'accoster toutes les maisons devant lesquelles seront créés des trottoirs ». Vers avril 1912, les premiers matériaux sont apportés à pied d’œuvre, ce qui fait entamer les terrassements, suivis de la pose des bordures. Lors du conseil municipal du 16 juillet, le maire (Léonce Camille Lapeyre) annonce la phase d'achèvement des travaux et suggère un projet d'éclairage de la place dans une perspective événementielle pour la saison estivale ; le conseil charge ainsi les commissions des Fêtes et de Villégiature de l'étude du projet proposé et de l'organisation des concerts.

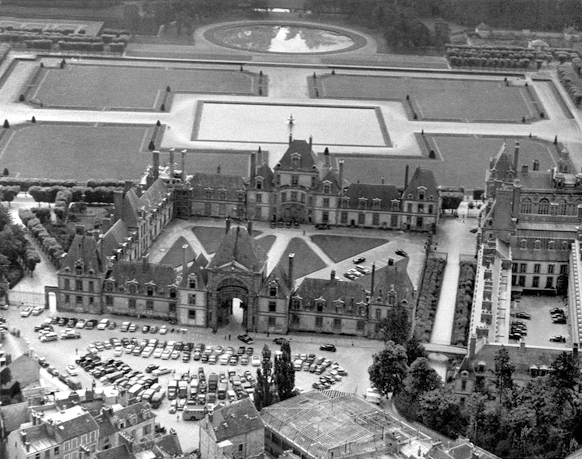
Vue aérienne de la place, du quartier Henri-IV et le Parterre, en mai 1965.

En 1928, l'un des propriétaires sur la place, dénommé Brabant, met son terrain en alignement sur la place, libérant une bande de 82 mètres carrés : revenant à la Ville, la commission de la Voirie s'accordent sur la somme de 5 000 francs, ce que le conseil vote dans sa séance du 17 novembre.

### Pollution sonore et perspectives
Au XXIe siècle, des riverains de la place dénoncent la pollution sonore et les incivilités fréquentes aux abords de son parking, notamment provoquées par la circulation automobile et les attroupements de personnes alcoolisées. Dans le but de les réduire, le conseil municipal vote, dans sa séance du 13 février 2022, le passage à un stationnement payant entre 19 heures et 9 heures. Cette mesure soulève toutefois des craintes par l'Union des commerçants, artisans, industriels de Fontainebleau (UCAIF) pour l'attractivité commerciale. La mesure est couplée avec un renforcement du dispositif de vidéosurveillance,. Cependant, habitants et élus expriment leur souhait de voir la suppression totale du parking avec un réaménagement de la place, dans les pas de la place de la République ; la concession s'achèvant en 2028, la réflexion à ce sujet est entamée,,.

## Bâtiments remarquables et lieux de mémoire
La place compte incontestablement l'entrée du quartier Henri-IV du château. Plusieurs bâtiments la borde, notamment l'hôtel d'Albret et l'hôtel de la Prévôté ainsi que d'autres immeubles dont des éléments donnant sur la place sont inscrits aux monuments historiques (au 2, au 3, aux 7-9, au 11 et au 11bis).